# Grzegorz (Nemcow)
Grzegorz, imię świeckie Georgi Nemcow (ur. 1828 w Sorokach, zm. 16 grudnia 1898 w Sofii) – bułgarski biskup prawosławny.

## Życiorys
W wieku siedemnastu lat wyjechał z Bułgarii na Athos, gdzie wstąpił jako posłusznik do monasteru Chilandar i tam w 1846 złożył wieczyste śluby mnisze. W monasterze spotkał się pierwszy raz z archimandrytą Hilarionem, późniejszym metropolitą, i zachęcany przez niego podjął studia nad księgozbiorem Chilandaru. W 1850, wyjeżdżając z Athosu, Hilarion zabrał mnicha Grzegorza ze sobą do Stambułu. W 1851 Grzegorz został wyświęcony na hierodiakona. W 1863 rozpoczął studia teologiczne w szkole Patriarchatu Konstantynopolitańskiego na wyspie Chalki. Ukończył ją w 1863 z tytułem doktora teologii. Podjął wówczas pracę duszpasterską w bułgarskiej cerkwi św. Szczepana w Stambule oraz w prowadzonej przy niej szkole.  
1 lipca 1872 został wyświęcony na pierwszego metropolitę dorostolskiego i czerweńskiego w ramach Egzarchatu Bułgarskiego. Następnie od 1875 do 1878 kierował eparchią wielkotyrnowską. Przyczynił się do wzmocnienia pozycji Kościoła w odrodzonym państwie bułgarskim; był ceniony jako dyplomata kościelny, przyjaźnił się z księciem Ferdynandem I.
Znał języki niemiecki, turecki, rosyjski i rumuński. Pochowany w Ruse, w przedsionku soboru Trójcy Świętej.